# 萨福克马
萨福克马，也称萨福克矮马，是一种原产英国的挽马品种 。该品种名称的前半部分来源于东安格利亚的萨福克郡，后半部分源自其强壮的体型。 萨福克马为重型挽马，一般通体呈栗色。
萨福克马品种出现于16世纪早期，至今，其体型和类型特点得到了很好的延续，是英国最为古老和纯正的重型马品种之一。萨福克矮马主要被用于农田中的工作，同时也作为货车和其他交通工具的挽马，并在20世纪初得到普及。 然而，随着农业机械化程度的提高，萨福克矮马的使用意义减小。特别是从20世纪中叶开始，几乎完全消失。 该品种由于其生存繁衍状况被英国稀有品种生存信托和美国牲畜品种保护列为关键物种，种群数量有所提高。在育种领域，萨福克矮马被出口到其他国家，用来改良作为狩猎或障碍赛之用的运动马匹。现在，主要被用作森林作业和商业广告。

## 特点
萨福克矮马一般高65到70英寸（165至178厘米） ，重1980至2200英镑（900至1000千克） ，通常全身为栗色。但萨福克矮马的栗色不尽相同，从黑色到红色不等。白色斑纹罕见，一般只是局限于面部和小腿部位，且面积较小。

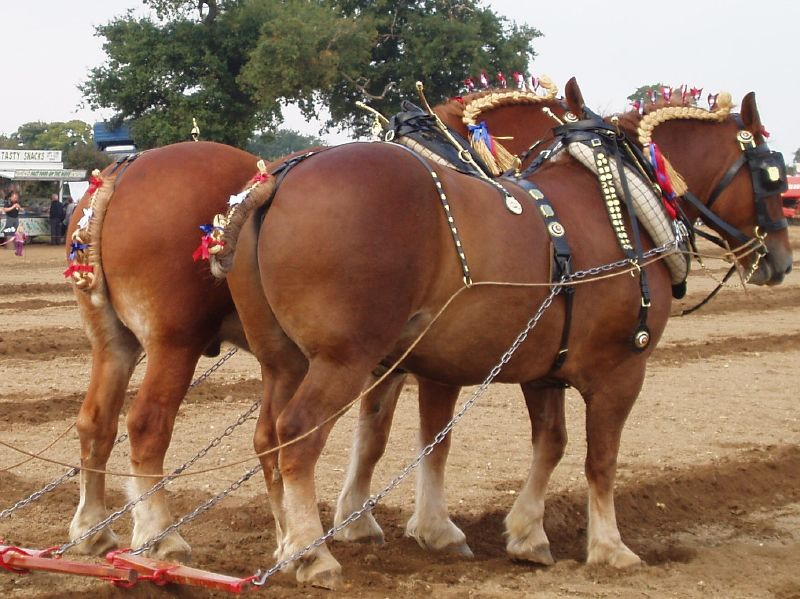
一对萨福克矮马用于耕作示范

由于萨福克矮马是为了农业工作而培育的，不是为了交通运输，因此，相比于克萊茲代爾馬、夏爾馬等其他英国重型挽马，萨福克矮马身高更矮，但体型更为庞大 。头部较大、颈部厚实、臀腰粗壮有力，毛少，马鬃较少。 具有较好的运动能力，特别适合小跑。该品种早熟，寿命长，而且经济性好，比相同类型和体型的马匹吃的少，便于饲养。 
在过去，萨福克矮马常常因为较小的马蹄而受到批评，质疑其无法承受自身的庞大体重。 通过马蹄结构的展览，这些质疑逐渐消除。根据萨福克矮马所具有的独特的生理构造，萨福克矮马被认为具有出色的马蹄结构。

## 历史
萨福克矮马是英国最古老的马种之一。 第一个已知的提到萨福克矮马的记录是在威廉姆坎登的《不列颠尼亚》中，该书出版于1586年。他描述了英格兰东部县的一匹工作马，它很容易辨别为萨福克矮马 。 这表明萨福克矮马是同类型马匹中最为古老的品种。 详细的遗传基因研究表明，萨福克矮马不仅与英国的费尔小型马和戴尔斯小型马关系密切，还与欧洲的哈福林格马种有关。 它们在英格兰东部的诺福克和 萨福克郡发展起来，这是一个相对较孤立的地区。 本地农民为了进行农场工作，需要一个力量大、耐力好、健康、长寿、顺从的马种，为此他们孕育了萨福克矮马以满足这些需求。 因为农民只在他们的土地上使用这些马匹，很少有任何出售，这有助于保持萨福克矮马的血统纯正不变。

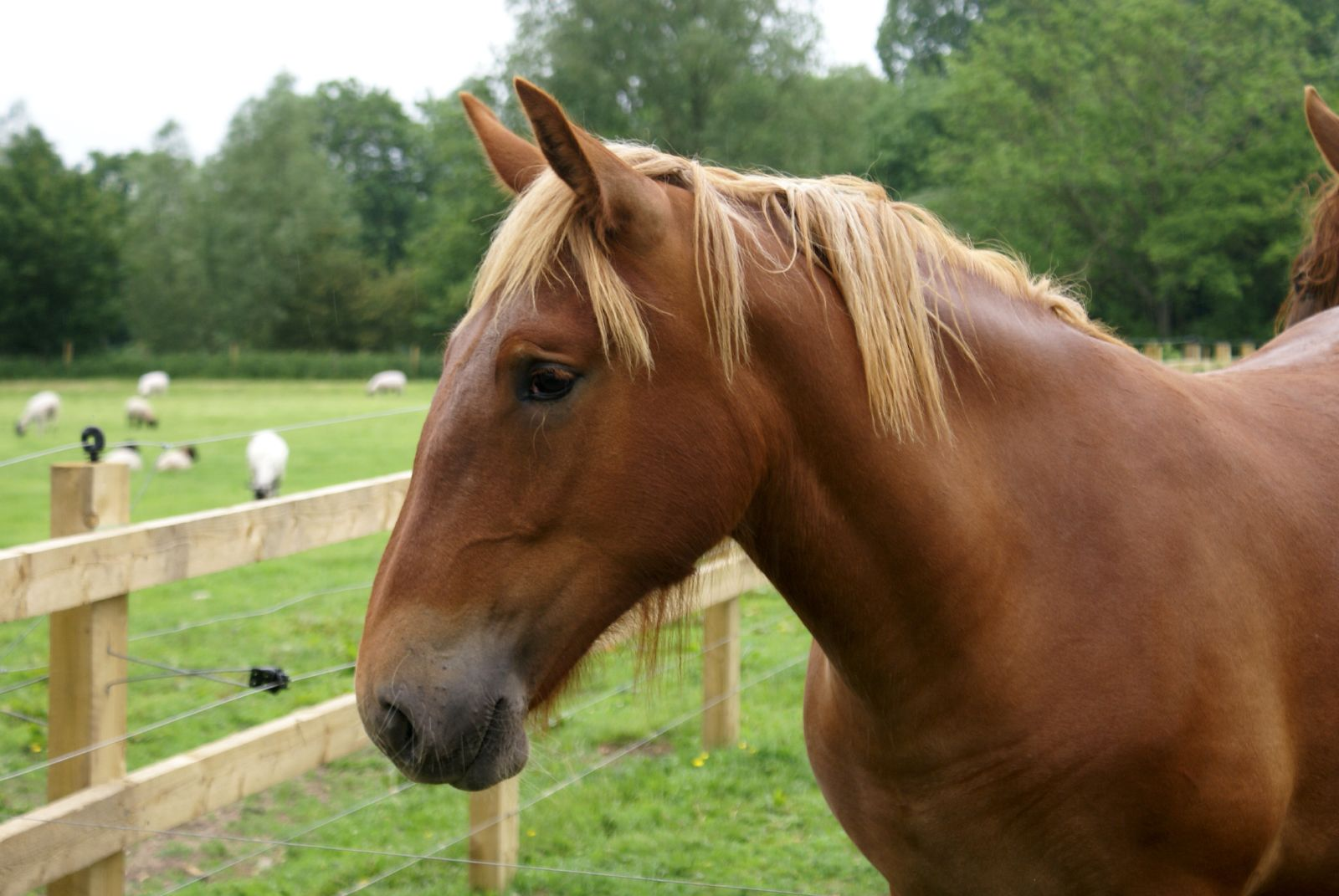
萨福克矮马

现代萨福克矮马品种的父系种马是1768年在伍德布里奇附近的一匹身高62英寸（157厘米）的公马，该马主人为乌福德的托马斯克里斯普。  当时该马种被称为“萨福克栗色马”。这匹马从未被命名，只是简单地称为"克里斯普马"。 尽管它通常被(错误地)认为是该马种的第一匹马，但到1760年，该品种的其他所有雄性品系均已死亡，导致该品种的遗传危机。 另一次危机发生在18世纪后期。
1784年，该品种被描述为"60英寸（152厘米）高，短而紧凑的骨骼，通常为栗色，温顺，易管理，强壮"和"肩部肌肉丰富"。 这种统一的体色源自一匹生于1760年，名叫布雷克丝发膜的小型公马。 为了增加萨福克矮马的身高，并改善肩部特征，将其与其他品种马进行杂交。但是，杂交特征几乎没有长期的存留，萨福克矮马的品种特点没有发生改变。1877年，萨福克矮马协会在英国成立，并在1880年推广萨福克矮马，出版了第一本谱系书。 1865年，第一次正式出口萨福克矮马到加拿大。 1880年，第一批萨福克矮马出口到美国，随后在1888年和1903年再次出口，并在美国进行培育。1907年，美国萨福克矮马协会成立，并公布了第一本谱系书。 到1908年，萨福克矮马也已出口到西班牙、法国、德国、奥地利、俄罗斯、瑞典、非洲各地、新西兰、澳大利亚、阿根廷和其他国家。
到第一次世界大战期间，萨福克矮马因为其强壮的体型和温顺的性格，被广泛用于东安格利亚大兴农场的工作中。 直到第二次世界大战前，萨福克矮马仍然广受欢迎。二战期间，战时粮食生产需求增加（导致许多马匹被运到屠宰场），以及战后随着人口减少而农业机械化程度的增加，萨福克矮马数量大幅减少。 1966年，英国萨福克矮马协会仅仅登记有9匹马驹。但从20世纪60年代以来，人们对于萨福克矮马的兴趣提高，种群数量上升。 但该品种仍然是罕见的，在1998年，英国只有80匹能繁母马，每年可以出生约40匹马驹。 在美国，美国萨福克马协会在二战后暂停活动达15年，直到1961年市场复苏，才重新开始活动。 
在2011年，美国有800至1 200匹萨福克矮马，英国有约150匹 。2016年，英国约有300匹萨福克矮马，每年出生30-40匹纯种马驹。

## 使用
萨福克矮马主要用于农场工作，但是也经常在战时用来拉重型火炮。 像其他重型挽马一样，也被用来拉非机动车及其他商业车辆。 今天，它们被用于森林工作、农业和广告宣传等。 它们还用于杂交，用来改良作为狩猎或障碍赛之用的运动马匹。 

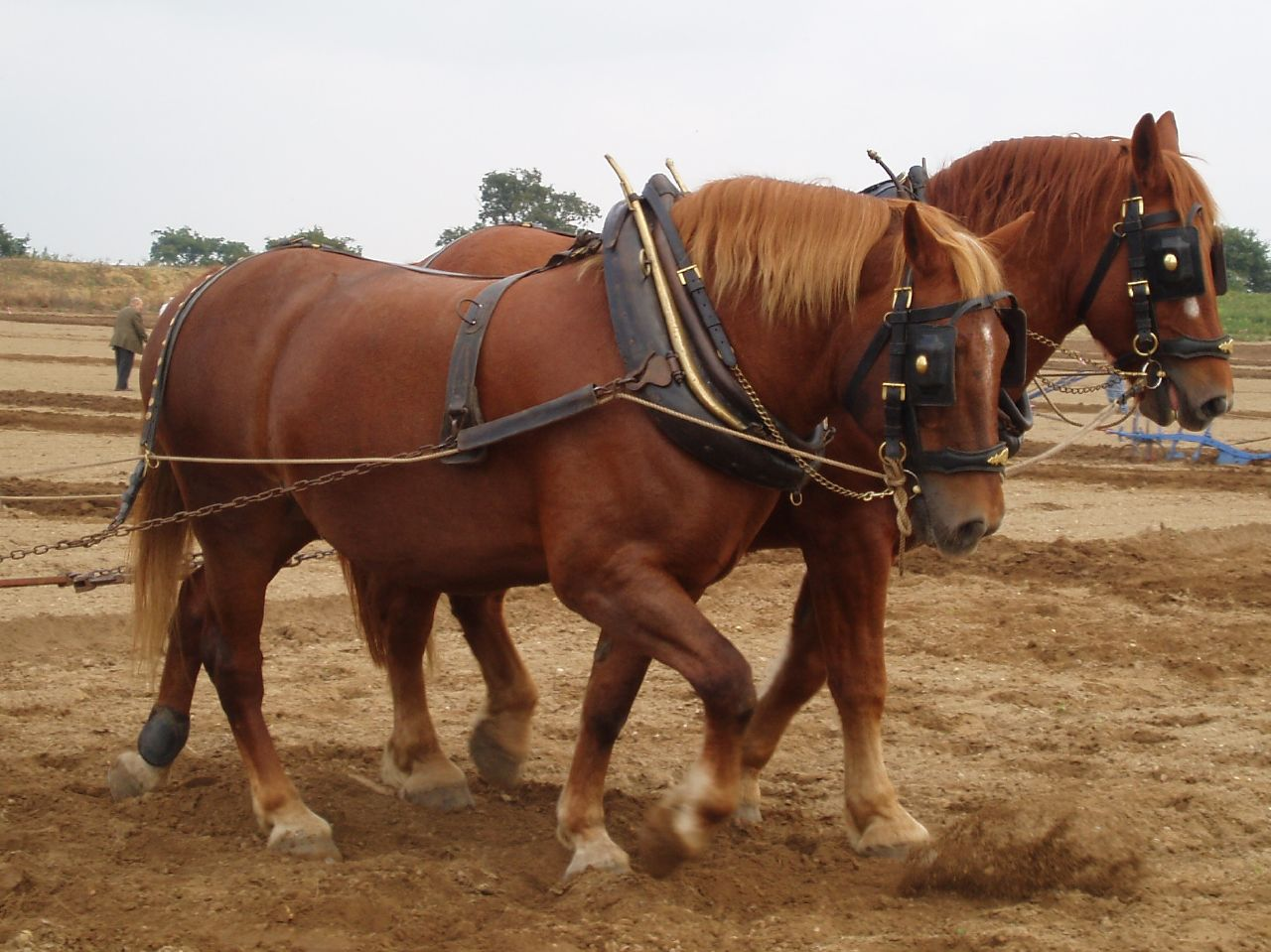
萨福克矮马犁地